# Collombey-Muraz
Collombey-Muraz es una comuna suiza del cantón del Valais, ubicada en el distrito de Monthey. Limita al norte con las comunas de Vionnaz y Vouvry, al este con Aigle (VD) y Ollon (VD), al sur con Monthey y Troistorrents, y al oeste con Châtel (FR-74).
La comuna es conocida por su refinería, la refinería de Collombey.

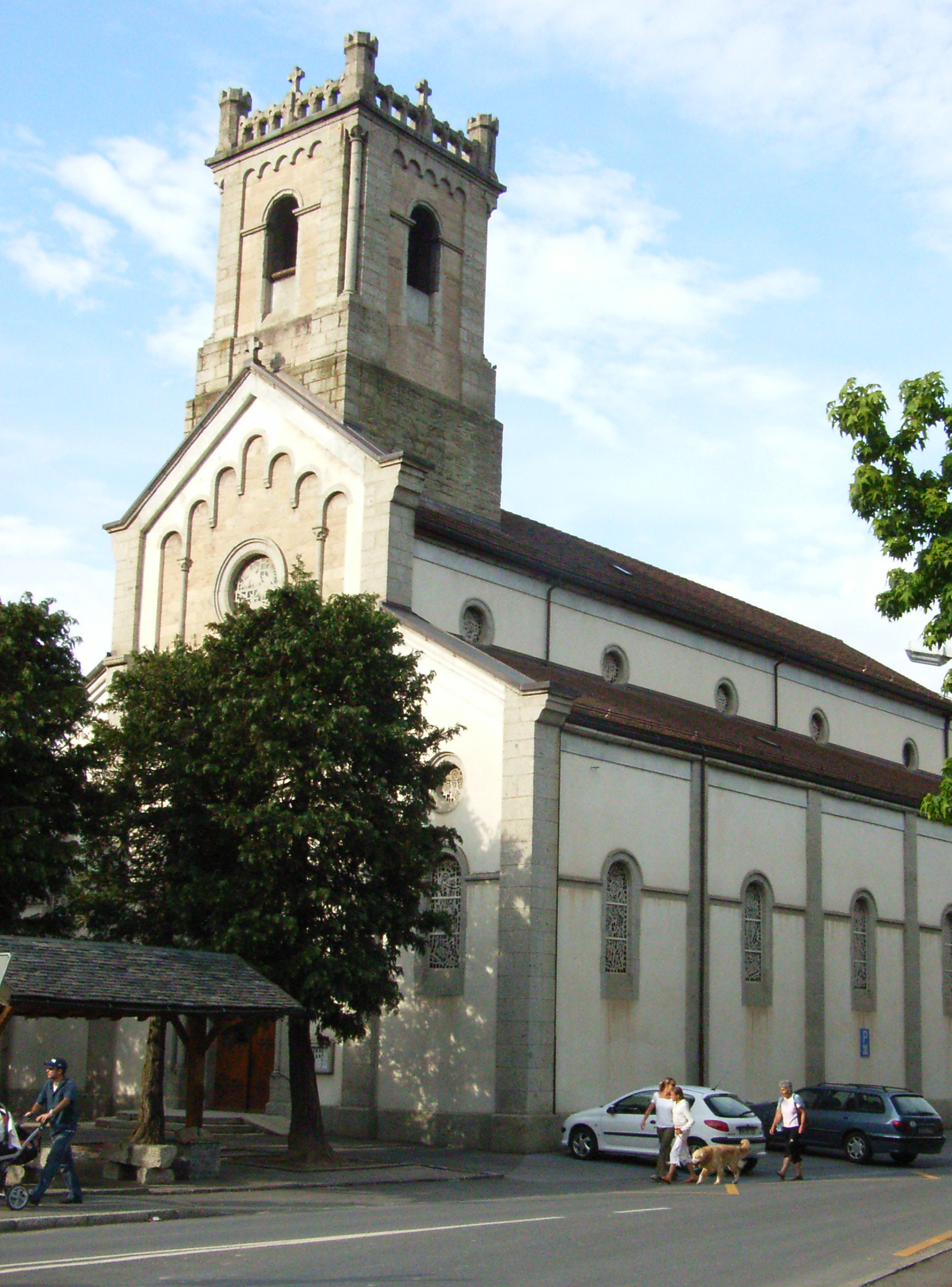
Iglesia de Collombey-Muraz.